# Peritoneum (stekelhuidigen)
Het peritoneum is bij stekelhuidigen een huidlaag die de binnenzijde van de lichaamsholtes bekleedt. 
De huidlaag bestaat uit slijmcellen die de holtes vochtig houden en uit trilhaarcellen die voor een waterstroom zorgen. Deze waterstroom wordt langs de huidpapillen gevoerd die uit de huid steken en die zuurstof opnemen uit het omringende zeewater. Door het zuurstofrijke water door de lichaamsholtes te voeren, wordt het lichaam voorzien van zuurstof. 
Het peritoneum komt bij alle stekelhuidigen voor; de zeesterren, de zeekomkommers, de zee-egels en ook bij de zeelelies, die geen grote lichaamsholtes hebben. 